# Mitzi Hoag
Mitzi Hoag, született Margaret Myrtle Hoag (Cleveland, Ohio, 1932. szeptember 25. – Sherman Oaks, Kalifornia, 2019. február 26.) amerikai színésznő.

## Filmjei

### Mozifilmek
- Tammy and the Doctor (1963)
- Az ördög angyalai (Devil's Angels) (1967)
- Az utazás (The Trip) (1967)
- Álomtöredékek (Pieces of Dreams) (1970)
- Cover Me Babe (1970)
- Szerepcserepek (Play It As It Lays) (1972)
- Hometown U.S.A. (1979)
- Why Would I Lie? (1980)
- Csökke-nő (The Incredible Shrinking Woman) (1981)
- Szerelem az éjszakában (All Night Long) (1981)
- Nő a volánnál (Heart Like a Wheel) (1983)

### Tv-filmek
- Csalétek (The Bait) (1973)
- Doctor Dan (1974)
- Hit Lady (1974)
- The Girl in the Empty Grave (1977)
- Deadly Game (1977)
- Blind Ambition (1979)
- Murder in Texas (1981)
- The Five of Me (1981)
- Second Sight: A Love Story (1984)
- Addicted to His Love (1988)

### Tv-sorozatok
- Gunsmoke (1963–1967, két epizódban)
- 12 O'Clock High (1964, egy epizódban)
- Bonanza (1966, 1972, két epizódban)
- That Girl (1967, két epizódban)
- Iron Horse (1967, egy epizódban)
- Family Affair (1967, egy epizódban)
- Good Morning, World (1968, egy epizódban)
- The Second Hundred Years (1968, egy epizódban)
- Hawaii Five-O (1968, két epizódban)
- Here Come the Brides (1968–1970, kilenc epizódban)
- The Interns (1970, egy epizódban)
- Love, American Style (1970–1972, három epizódban)
- The Partridge Family (1970–1974, négy epizódban)
- Alias Smith and Jones (1971, egy epizódban)
- The Smith Family (1971, egy epizódban)
- My Three Sons (1971, egy epizódban)
- Owen Marshall, Counselor at Law (1972–1973, két epizódban)
- The Mod Squad (1973, egy epizódban)
- The Rookies (1973–1975, három epizódban)
- Shaft (1974, egy epizódban)
- Chopper One (1974, egy epizódban)
- Harry O (1974, egy epizódban)
- We'll Get By (1974–1975, 13 epizódban)
- Medical Story (1975, egy epizódban)
- Barnaby Jones (1975, egy epizódban)
- S.W.A.T. (1976, egy epizódban)
- Good Heavens (1976, egy epizódban)
- Family (1976, két epizódban)
- Police Story (1977, egy epizódban)
- A farm, ahol élünk (Little House on the Prairie) (1977, egy epizódban)
- Police Woman (1978, egy epizódban)
- The Incredible Hulk (1978, egy epizódban)
- The Waltons (1978, egy epizódban)
- Szerelemhajó (The Love Boat) (1978, egy epizódban)
- Rockford nyomoz (The Rockford Files) (1979, egy epizódban)
- Time Express (1979, egy epizódban)
- B.J. and the Bear (1979, egy epizódban)
- The Jeffersons (1980, egy epizódban)
- Disneyland (1982, egy epizódban)
- Father Murphy (1982, egy epizódban)
- T. J. Hooker (1982, egy epizódban)
- The Facts of Life (1982–1985, három epizódban)
- Archie Bunker's Place (1983, egy epizódban)
- Three's a Crowd (1984, egy epizódban)
- Falcon Crest (1984, egy epizódban)
- Jessie (1984, egy epizódban)
- Út a mennyországba (Highway to Heaven) (1985, egy epizódban)
- The Bronx Zoo (1987, egy epizódban)
- Jake meg a dagi (Jake and the Fatman) (1987, egy epizódban)
- Knots Landing (1989, két epizódban)
- Santa Barbara (1990, öt epizódban)
- Grace Under Fire (1993, egy epizódban)